# Ischnura aralensis
Ischnura aralensis är en trollsländeart som beskrevs av Haritonov 1979. Ischnura aralensis ingår i släktet Ischnura och familjen dammflicksländor. IUCN kategoriserar arten globalt som nära hotad. Inga underarter finns listade i Catalogue of Life.